# Институт математики и механики имени Н. И. Лобачевского
Институт математики и механики им. Н. И. Лобачевского — институт в составе Казанского Федерального Университета. Образован в 2011 году на базе механико-математического факультета КФУ с присоединением НИИ ММ им. Чеботарёва и кафедр математического отделения физико-математического факультета ТГГПУ.
Институт осуществляет образовательную деятельность: при институте действуют бакалавриат, магистратура, аспирантура и докторантура.

## История
Родоначальником получившей мировую известность Казанской математической школы принято считать Иоганна Христиана Мартина Бартельса, а самым известным её столпом — Н. И. Лобачевского. В дореволюционный период в Казанском университете работали видные математики А. Ф. Попов, Ф. М. Суворов, А. В. Васильев, Д. Н. Зейлигер, Д. М. Синцов, А. П. Котельников. После революции член-корр. АН СССР Н. Г. Чеботарёв, академик АН УССР А. З. Петров, член-корр. АН СССР Н. Г. Четаев, академик АН БССР Ф. Д. Гахов, профессора Н. Н. Парфентьев, П. А. Широков, Б. М. Гагаев, М. Т. Нужин, А. П. Норден.

## Структура
Отделение математики
- Кафедра общей математики
- Кафедра алгебры и математической логики
- Кафедра геометрии
- Кафедра математического анализа
- Кафедра дифференциальных уравнений
- Кафедра теории функций и приближений

Отделение механики
- Кафедра теоретической механики
- Кафедра аэpогидромеханики

Отделение педагогического образования
- Кафедра высшей математики и математического моделирования
- Кафедра теории и технологий преподавания математики и информатики
- Кафедра компьютерной математики и информатики

НИЦ «НИИ ММ им. Н. Г. Чеботарева»

## Учебная деятельность
Отделения института осуществляют подготовку бакалавров по направлениям «Математика», «Математика и компьютерные науки», «Механика и математическое моделирование», а также по трём профилям направления «Педагогическое образование».
Также при институте действует магистратура по программам: «Алгебра», «Геометрия и топология», «Комплексный анализ», «Механика деформируемого твердого тела», «Механика жидкости, газа и плазмы», «Теория функций и информационные технологии», «Уравнения в частных производных», «Функциональный анализ», «Педагогическое образование: информационные технологии в физико-математическом образовании», «Педагогическое образование: математика, информатика и информационные технологии в образовании». Также при институте действует аспирантура по всем специальностям ВАК в области математических наук.

## Известные выпускники
Смотри категории
- Выпускники Казанского университета
- Выпускники Механико-математического факультета Казанского университета